# The Secret Dreamworld of a Shopaholic
Os Delírios de Consumo de Becky Bloom (2000) é um romance chick-lit de Sophie Kinsella, e o primeiro livro da série Becky Bloom. A obra se concentra em Becky Bloomwood, uma jornalista financeira que está endividada devido ao vício em compras.

## Enredo
Becky Bloomwood mora em um apartamento em Fulham, Londres, de propriedade dos pais ricos e aristocráticos da melhor amiga dela, Suze. Além disso, ela trabalha como jornalista financeira para a revista Successful Savings, da qual  não gosta. Porém, Becky admite saber pouco sobre finanças pessoais e ter milhares de libras em dívidas devido a gastos imprudentes com utensílios domésticos, roupas e produtos de beleza de grife, os quais elaracionaliza como "investimentos". Ainda assim, a jornalista recebe cartas de divulgação que oferecem cartões de crédito e lojas de departamentos. Certa vez, ao visitar os pais em Surrey, eles orientam que ou ela reduza os gastos, ou então ganhe mais dinheiro.
Neste contexto, a caminho de uma coletiva de imprensa na Brandon Communications, Becky descobre que uma echarpe que desejava há muito tempo está com 50%  de desconto na Denny & George, mas percebe que deixou seu cartão de crédito no escritório. Porém, a balconista concorda em guardá-la até o fim do dia.
Na coletiva de imprensa, Becky é saudada por Alicia, um membro da equipe da Brandon Communications, que a questiona sobre algumas notícias financeiras de última hora, das quais Becky finge saber. Após a conversa, Luke Brandon, chefe da Brandon Communications, informa a ela que um grupo financeiro comprou outro recentemente, e que há rumores de que a Flagstaff Life está seguindo o mesmo caminho. Durante a conferência, Becky percebe que não terá tempo de voltar ao escritório para pegar o cartão de crédito, mas só precisa de mais 20 libras para comprar o lenço. Porém, Luke a ouve pedindo dinheiro emprestado a uma amiga e interrompe a entrevista coletiva para emprestar o valor a ela, depois de Becky inventar uma história sobre a compra de um presente para a tia hospitalizada.
Contudo, mais tarde naquela semana, a colega de apartamento de Becky, Suze, a convida para jantar com ela e os primos dela, o que inclui o miionário Tarquin. Porém, Luke está jantando com os pais no mesmo restaurante e a madrasta dele, Annabel, elogia o cachecol de Becky. A jornalista afirma que foi a tia quem deu a ela, de modo a evitar as suspeitas de Luke. Então, Luke pede a Becky para fazer compras com ele na Harrods. Ela inicialmente gosta da ideia, mas fica chateada ao saber que na verdade as compras são para a namorada dele, Sacha. Logo, ela repreende Luke por humilhá-la.
Nesse contexto, Suze e Becky encontram um artigo de revista sobre milionários, incluindo Tarquin e Luke. Então, Tarquin convida Becky para sair e elogia a echarpe. Enquanto Tarquin vai ao banheiro, Becky olha o talão de cheques e fica desapontada. Porém, Tarquin retorna e Becky sente que ele a viu olhando o talão de cheques. Ela perde o interesse por Tarquin, apesar da riqueza, e admite que ele simplesmente não faz o tipo dela.
Ao longo da história, Derek Smeath, o gerente bancário de Becky, tenta por diversas vezes contatá-la para discutir sobre o cheque especial. Então, Becky oferece várias desculpas implausíveis para não encontrá-lo, até que Smeath percebe que ela não pode pagar e insiste em vê-la. Sem desculpas, Becky resolve se esconder na casa dos pais, contando que tem um perseguidor. Ela descobre que os vizinhos tomaram uma decisão financeira com base em um conselho que ela ofereceu distraidamente e, por isso, podem perder milhares de libras. Mortificada, ela tenta fazer as pazes escrevendo um artigo expondo a duplicidade do banco no Daily World. Este artigo faz sucesso e leva Becky a aparecer em um programa de televisão diurno, o The Morning Coffee.
No entanto, Becky não observou que o banco era cliente da empresa de relações públicas de Luke. Ele fica zangado com ela, por acreditar que ela escreveu o artigo em retaliação por ele desrespeitá-la. Então, Becky menciona que tentou ligar para Luke várias vezes para saber o lado dele da história, mas Alicia egoisticamente desligou na cara dela, acreditando que ela não passava de uma fanática. Eles se reencontram na emissora de televisão e Becky mostra o próprio ponto de vista sobre a duplicidade de Flagstaff Life, ao passo que Luke admite que ela estava certa sobre eles enganarem os clientes e anuncia que a Brandon Communications não representará mais o banco. Então, Becky torna-se uma comentarista regular no Morning Coffee e um entrevistador pergunta como ele pode fazer com que a situação financeira ruim dele desapareça por causa das más decisões que tomou. Ao ouvir a história parecida com a dela, Becky o aconselha a assumir a responsabilidade pelas finanças, porque fugir dos problemas só vai piorar as coisas. Depois disso, ela segue o próprio conselho, fala com Smeath, pede desculpas por seu comportamento e concorda em encontrá-lo para discutir sobre as dívidas.
Então, Luke convida Becky para um "jantar de negócios" no The Ritz. Eles acabam dormindo juntos no final da noite, e Becky perde outro encontro com Smeath. No entanto, Smeath escreve para dizer que a reunião pode ser adiada, porque os débitos diminuíram graças ao trabalho na televisão, embora ele continue monitorando a conta dela.

## Recepção
O livro recebeu elogios ao modo "esperto" como Kinsella começa cada capítulo, por meio de uma carta do banco para Becky. Além disso, críticos elogiaram o modo o livro desperta empatia pela protagonista, como se ela se fosse de fato uma amiga dos leitores, considerando que a personagem, embora tenha defeitos, é "irresistivelmente maluca". Muitos críticos concordaram que Kinsella conseguiu dosar dois ingredientes essenciais que tornam um romance popular entre os leitores: realismo e humor espirituoso. Por exemplo, mulheres relataram identificação com a protagonista e as situações narradas.

## Filme
Uma adaptação cinematográfica dos dois primeiros romances da série Becky Bloom, protaginizada por Isla Fisher como Becky Bloomwood, Hugh Dancy como Luke Brandon e Krysten Ritter como Suze, teve lançamento em 13 de fevereiro de 2009. 